# Лаппа, Михаил Демьянович
Михаи́л Демья́нович Ла́ппа (урождённый Иосиф Мaтей-Михaил Лаппа; 1 [12] октября 1798, с. Рудобелка, Бобруйский уезд, Минская губерния, Российская империя — 15 (27) августа 1840, там же) — декабрист, подпоручик лейб-гвардии Измайловского полка. Был принят в Северное общество декабристов. После провала плана срыва присяги Николаю Павловичу добровольно явился под арест. Верховным уголовным судом по делу декабристов разжалован в рядовые с назначением в дальние гарнизоны. Направлен на Кавказ. Участвовал в событиях русско-персидской (1826—1828) и русско-турецкой (1828—1829) войн.

## Биография

### Происхождение
Михаил Демьянович (урожд. Иосиф Матей-Михаил) Лаппа родился в дворянской семье; дед, ошмянский крaвчий Иосиф (Юзеф) Лaппa, владелец имения Александрия в селе Рудобелка Речицкого повета Минского воеводства Великого княжества Литовского, скончался в 1759 году. Отец Михаила, Доминик (Демьян) — Осип Лаппа, был кадровым военным, в ранге подпоручика служил в Кинбургском драгунском полку, а в 1789 году вышел в отставку и поселился в Рудобелке.
Младший брат Михаила, Александр Дионисий Лаппа, после смерти старшего брата унаследовал родовое имение. Как помещик избирался предводителем местного дворянства. Во время восстания Кастуся Калиновского (1863 год) Александр Дионисий сочувствовал восставшим, после поражения которых при обыске в его имении нашли спрятанное оружие.

### Образование
Воспитывался сначала в Могилёвском иезуитском пансионе, а позднее — в Санкт-Петербурге у пастора Коллинса, преподавателя богословия в Петришуле.
Владел французским, немецким языками и брал уроки итальянского языка у Мариано Джильи, (итал. Gigli Mariano), бывшего участника движения карбонариев, вынужденного в 1818 году покинуть Италию и перебравшегося в Россию. По собственному признанию Лаппы, учитель итальянского языка привил ему вкус к историческим сочинениям, «способствующих свободному образу мыслей». Много читал, интересовался философией природы. Играл на скрипке.
Знал математику и занимался фортификацией с преподавателем Морского кадетского корпуса капитан-лейтенантом Максимовым.

### Военная служба
Дворянское происхождение позволило М. Д. Лаппе 19 июня 1819 года поступить подпрапорщиком в привилегированный Измайловский полк, шефом которого был великий князь Николай Павлович, что давало возможность после прохождения обучения исполнению обязанностей младших чинов от фузилёра до сержанта занять вакантную офицерскую должность.
С 18 апреля 1821 года — портупей-прапорщик, а с 6 июня 1822 года — прапорщик.
18 марта 1824 года произведён в подпоручики.

## Участие в тайном обществе
В 1819 году был принят в некое тайное общество, имевшее целью «приготовление народа к принятию Конституции», своим домашним учителем М. Джильи, который посвятил Лаппу в планы карбонарной венты, не раскрыв при этом никого из соучастников и уверив ученика, что о нём будут знать товарищи, а со временем и они станут ему известны. Историк О. В. Орлик называла имя Лаппы в числе декабристов, имевших связи с тайными европейскими обществами.
В 1819—1920 годах благодаря знакомству с подпоручиком гвардейского генерального штаба Д. А. Искрицким оказался среди участников тайного политического кружка Ф. Н. Глинки, созданного для распространения идей Союза благоденствия, который по уставу признавал все вольные общества, «к цели его стремящиеся, но вне оного находящиеся; учреждение оных и продолжение вменяется в особую заслугу членам Союза — имена их выписываются в почётную книгу». Декабрист М. М. Нарышкин позднее подтвердил, что в 1819—1820 годах несколько офицеров Измайловского полка составили «общество, имеющее отдалённою целью достигнуть представительного правления».
В деятельности общества в тот период Лаппа практически не принимал участия, в том числе, из-за участия в походе 1821 года, связанного с выводом гвардии в западные губернии — Измайловский полк, выступивший из Петербурга 30 апреля 1821 года на новые квартиры сначала в Сенно (Могилёвская губерния), в Вилькомире Виленская губерния, вернулся в Петербург только 30 июня 1822 года.
Историк А. Н. Цамутали писал о возможной связи отказа членов тайного общества, включая и Лаппу, от какой-либо активной деятельности с возникшими идеологическими расхождениями в самом Союзе благоденствия.
В соответствии с указом императора Александра I в 1822 году дал подписку о неучастии в тайных обществах.
В конце 1824 года Лаппа был принят М. А. Назимовым в Северное общество и, в свою очередь, назвал ему имена сослуживцев по Измайловскому полку Н. П. Кожевникова и А. А. Фока в качестве достойных кандидатов на участие в обществе, которое требовало от членов «жертвовать всем для представительного правления, даже жизнью». Был знаком с К. Ф. Рылеевым и А. А. Бестужевым, которые в своих планах рассчитывали на активность офицеров-измайловцев. После ареста А. А. Бестужев писал царю о неудавшемся замысле захвата Зимнего дворца: «…признаюсь Вашему величеству, что если бы присоединился к нам Измайловский полк, я бы принял команду и решился на попытку атаки, которой в голове моей вертелся уже и план».
За нескольrо дней до восстания обсуждал с Н. П. Кожевниковым, Д. А. Искрицким и А. С. Гангебловым отношение к ожидаемому объявлению новой присяги — «гвардия, раз присягнув Константину, не присягнет Николаю». 9 декабря Кожевников сообщил Е. П. Оболенскому о готовности офицеров Измайловского полка И. И. Богдановича, Лаппы и других «противиться присяге».
В ночь перед восстанием Кожевников отправил из Петербурга в Петергоф, где квартировал 3-й батальон Измайловского полка, записку Лаппе: «Завтрашнего дня в 10 часов назначена присяга Николаю Павловичу. Нас несколько человек решились прежде умереть, нежели присягнуть ему».
Тем не менее после приезда генерала П. А. Чичерина, направленного вечером 14 декабря в Петергоф для приведения к присяге лейб-гвардии Драгунского полка и батальона измайловцев, Лаппа подписал лист клятвенной присяги, заявив при этом о своих сомнениях батальонному командиру полковнику В. Ф. Щербинскому, «что мы присягаем по старому листу, изготовленному на присягу Константину Павловичу».
15 декабря по пути следования направленного в Петербург батальона Лаппа, узнавший подробности событий при противостоянии на Сенатской площади, пытался кричать «Ура, Константин!».

## Арест и суд
Арестован 23 декабря, после того как, узнав о задержании своего товарища А. С. Гангеблова, добровольно пришёл к батальонному командиру В. Ф. Щербинскому и объявил себя виновным в принадлежности к тайному обществу, как отмечено в «Алфавите Боровкова», «тогда, когда не было на него и подозрения».
Самый факт добровольнаго себя арестования свидетельствует о ненормальности его умственных сил; и в самом деле, если бы это было иначе, то могла ли бы в здравом уме возникнуть такая вздорная мысль, что он, не более как заурядный офицер, убедит Государя помиловать его друзей, оказавшихся государственными преступниками.
Содержался в караульном помещении у Петровских ворот Петропавловской крепости. Первый раз был допрошен 24 декабря и на следующий день отправлен в Кронштадтскую крепость.
28 декабря 1825 года в журнале следственного комитета отмечено, что в бумагах Лаппы ничего «относящегося к делу не найдено».
13 февраля 1826 года в связи с необходимостью ещё раз допросить его следственный комитет запросил разрешение императора на перевод Лаппы из Кронштадтской крепости в Петропавловскую.
17 февраля подпоручик Лаппа признал, что состоял в обществе, но, как записано в журнале, «мало оказывает раскаяния».
22 февраля Лаппа «раскаялся в своём заблуждении» и заявил, что знал о целях тайного общества, в том числе о намерении «соединить в единое царство все славянские племена».
Разрядная комиссия, поставив ему в вину принадлежность «к тайному обществу без полного понятия о сокровенной цели оного относительно бунта», отнесла Лаппу к IX разряду обвиняемых.

## Наказание
Верховный уголовный суд по делу декабристов учёл в качестве смягчающего обстоятельства, что М. Д. Лаппа добровольно «явился к своему полковнику и просил арестовать его и отправить, куда следует, для оправдания» приговорил его по XI разряду к «лишению токмо чинов с написанием в солдаты с выслугою», и 28 июля 1826 года он был направлен в Западную Сибирь в Петровский пограничный гарнизонный батальон.
В соответствии с императорским указом от 22 августа 1826 года было удовлетворено его прошение о переводе в действующие полки Кавказского корпуса. 16 марта 1827 года зачислен в Тифлисский пехотный полк.
Участвовал в военных действиях в Восточную Армению в ходе русско-персидской войны. За отличия 25 мая 1828 года произведён в унтер-офицеры. Участвовал в русско-турецкой войне 1828—1829 годов.
17 июня 1832 года переведён в 42-й егерский полк. 14 июня 1833 года уже в чине прапорщика назначен в 6-й Грузинский линейный батальон.
Годы полевой службы сказались на здоровье — с диагнозом чахотка 24 марта 1835 года отправлен в отставку. В 1839 году после нескольких лет лечения на минеральных водах Пятигорска и Кисловодска Лаппа вернулся в семейное имение в Рудобелку, где менее чем через год умер «по причине многолетней болезни чахотки и кашля».

## Отношение к религии
По вероисповеданию Лаппа был католиком. Отвечая на вопросы следствия, он писал, что «ежегодно бывал на исповеди и у святого причастия».
Результатом воспитания в пансионе иезуитов стало желание в юношестве вступить в их орден, но, чтобы не допустить этого, отец забрал его из Могилёва. Продолжение воспитания было доверено петербургскому пастору лютеранской Петрикирхе в Петербурге И. Коллинсу.
А. С. Гангеблов, встречавшийся и переписывавшийся с Лаппой в годы службы на Кавказе, написал в своих воспоминанях, что под влиянием обстоятельств и в поисках духовного спасения в 1830—1831 годах тот сблизился в Шуше с миссионером пастором Ф. Зарембой, а «его письма наполнялись идеями католицизма самого горячего, с оттенком мистицизма».
Похоронили Лаппу в усыпальнице предков у стен католического костёла Пресвятой Девы Марии в деревне Хоромцы.